# 장용철 (외교관)
장용철(1964년~2013년?)은 조선민주주의인민공화국의 외교관이다.

## 생애
장성택의 조카일 가능성이 높은 그는 1980년부터 1984년까지 조선인민군에서 복무했으며 김일성종합대학에서 경제학을 전공했다.
그는 경력 초기에 김일성청년동맹에서 활동했으며 처음에는 1990년대와 2000년대 초반에 김일성청년동맹 평양 지부 비서, 제1비서를 역임했으며, 2003년부터 2007년까지 김일성청년동맹 중앙위원회 비서를 역임했다.
2007년에 네팔 주재 조선대사로 임명되었으며, 2010년 8월에는 말레이시아 주재 대사로 임명되어 활동했다.
2013년 말 장성택 처형 이후 본국에 소환되었으며 이후 소식통은 그가 장성택의 다른 가족들과 함께 처형되었다고 보도했다.

## 같이 보기
- 장성택